# 43e cérémonie des Filmfare Awards
La 43e cérémonie des Filmfare Awards s'est déroulée le 31 janvier 1998 à Bombay en Inde.

## Palmarès

### Récompenses populaires
| Catégorie                                    | Lauréat |
| -------------------------------------------- | --- |
| Meilleur film                                | Dil to Pagal Hai - produit par Yash Chopra et Mahen Vakil - réalisé par Yash Chopra - avec Madhuri Dixit, Shahrukh Khan, Karisma Kapoor et Akshay Kumar |
| Meilleur réalisateur                         | J.P. Dutta (Border (en)) |
| Meilleur acteur                              | Shahrukh Khan (Dil to Pagal Hai) |
| Meilleure actrice                            | Madhuri Dixit (Dil to Pagal Hai) |
| Meilleur acteur dans un second rôle          | Amrish Puri (Virasat) |
| Meilleure actrice dans un second rôle        | Karisma Kapoor (Dil to Pagal Hai) |
| Meilleure prestation dans un rôle comique    | Johnny Lever (Deewana Mastana) |
| Meilleure prestation dans un rôle de méchant | Kajol (Gupt) |
| Meilleur espoir masculin                     | Akshaye Khanna (Himalaya Putra) |
| Meilleur espoir féminin                      | Mahima Chaudhry (Pardes) |
| Meilleur compositeur                         | Uttam Singh (Dil to Pagal Hai) |
| Meilleur parolier                            | Javed Akhtar, pour la chanson « Sandese Aate Hain » (Border (en))                                                                                       |
| Meilleur chanteur de play-back               | Abhijeet, pour la chanson « Mai Koi Aisa Geet » (Yes Boss)                                                                                              |
| Meilleure chanteuse de play-back             | Alka Yagnik, pour la chanson « Zara Tasveer Se Tu » (Pardes)                                                                                            |

### Récompenses spéciales
- Filmfare d'honneur pour l'ensemble d'une carrière : Sharmila Tagore
- Special Award : Jaya Bachchan
- Nouveau talent musical (récompense « RD Burman ») : Karthik Raja

### Récompenses techniques
| Catégorie                          | Lauréat                                          |
| ---------------------------------- | ------------------------------------------------ |
| Meilleure histoire                 | Kamal Haasan (Virasat)                           |
| Meilleur scénario                  | Subhash Ghai (Pardes)                            |
| Meilleurs dialogues                | Aditya Chopra (Dil to Pagal Hai)                 |
| Meilleure photographie             | -                                                |
| Meilleure direction artistique     | -                                                |
| Meilleure chorégraphie             | Chinni Prakash sur « Shaher Ki Ladki » (Rakshak) |
| Meilleur son                       | -                                                |
| Meilleur montage                   | -                                                |
| Meilleures cascades                | Khuladiyon Ka Khiladi                            |
| Meilleure musique d'accompagnement | -                                                |